# 今村哲也 (公法学者)
今村 哲也（いまむら てつや、1955年 - ）は、日本の行政法学者。明治大学法科大学院教授。博士（法学）。福井県出身

## 人物
1978年、新潟大学人文学部法学科卒業、1981年、一橋大学大学院法学研究科修士課程修了。指導教官は市原昌三郎。山形大学文部教官専任講師任用のため、1983年、一橋大学大学院博士後期課程（公法専攻）中退。1987年、山形大学人文学部法学科助教授。1992年、関東学院大学法学部助教授。1995年、関東学院大学法学部教授。2004年より法学研究所所長。2008年より教務部長。2009年より明治大学へ移籍。
2006年、一橋大学より博士（法学）の学位を授与される。2018年より再び関東学院大学法学部地域創生学科の教授として再移籍。

## 主な著書
- 『ウルトラマン研究序説―若手学者25人がまじめ分析 科学特捜隊の組織・技術戦略を検証する (単行本) ISBN 978-4806105602 』（共著）（中経出版、1991年）
- 『 ウィーン警察官教育の法と命令―法化社会オーストリアの執行組織 (単行本)ISBN 978-4901734110　』（単著）（関東学院大学出版会、2005年）
- 『 ウィーン警察法研究 (学術選書173) (単行本)ISBN  978-4797267730』（単著）（信山社、2020年）